# Bahon
Bahon (em crioulo haitiano:  Bawon), é uma comuna do Haiti, situada no departamento do Norte e no arrondissement de Grande-Rivière-du-Nord. De acordo com o censo de 2003, sua população total é de 17.417 habitantes.